# Johan Cornelius Krieger (1818-1894)
 Der er flere personer med dette navn, se Johan Cornelius Krieger.
Johan Cornelius Krieger (født 23. marts 1818 i København, død 1. december 1894 sammesteds) var en dansk officer, bror til Antonius og Emil Krieger og far til Anthonius Krieger.
Han var søn af kontreadmiral Anthonius Krieger og gjorde karriere i Hæren. Han blev kadet 1837, sekondløjtnant i Livgarden til Fods 1838, kammerjunker 1839, karakteriseret premierløjtnant 1845, virkelig premierløjtnant 1846, kaptajn af 2. grad 1849 og af 1. grad 1851. I 1861 blev Krieger karakteriseret major, 1863 midlertidig kommandør for Livgarden, fik 1865 majors anciennitet og blev 1867 oberst, 1874 chef for Livgardens Linjebataljon, 1876 chef for 22. bataljon og blev slutteligt i 1880 generalmajor i fodfolkets forstærkning og chef for Københavns væbning. I 1888 fik han sin afsked fra Hæren, og i 1894 døde han.
Krieger var blevet Ridder af Dannebrogordenen 6. oktober 1850, Dannebrogsmand 27. juni 1864 og samme år (3. juli) Kommandør af 2. grad og blev slutteligt Kommandør af 1. grad 4. juni 1886. På Georg E. Hansens fotografi af Krieger (Det Kongelige Bibliotek), der må været optaget mellem 27. juni og 3. juli 1864, ses han også bærende en orden, der ligner Æreslegionen.
Krieger blev gift 1855 med Johanne Drewsen (18. september 1831 - 15. april 1892 ), datter af fabrikant Michael Drewsen og hustru.